# المفوضية الأوروبية لمناهضة العنصرية والتعصب
المفوضية الأوروبية لمناهضة العنصرية والتعصب ( ECRI ) هي هيئة مراقبة حقوق الإنسان المستقلة التابعة لمجلس أوروبا والمتخصصة في مكافحة معاداة السامية والتمييز والعنصرية والتعصب الديني وكراهية الأجانب. وتنشر تقارير دورية عن الدول الأعضاء في مجلس أوروبا وتوصيات السياسة العامة. تم اعتماد قرار إنشاء اللجنة الأوروبية لمناهضة العنصرية والتعصب في عام 1993. أصبحت المنظمة نشطة رسميًا اعتبارًا من مارس 1994.

## الأعضاء
تتكون اللجنة الأوروبية لمناهضة العنصرية والتعصب من 47 خبيرا، واحد من كل دولة عضو في مركز التميز. رئيسة اللجنة ماريا دانييلا مارودا من اليونان منذ عام 2020.

يُسمح لكل عضو من أعضاء اللجنة الأوروبية لمناهضة العنصرية والتعصب بولاية مدتها خمس سنوات قابلة للتجديد من خلال التعيين من قبل حكوماتهم. للحفاظ على العضوية، يجب عليهم أيضًا الالتزام بهذه الشروط الواردة في النظام الأساسي للجنة الأوروبية لمناهضة العنصرية والتعصب:
يجب أن يتمتع أعضاء اللجنة الأوروبية لمناهضة العنصرية والتعصب بسلطة معنوية عالية وخبرة معترف بها في التعامل مع العنصرية والتمييز العنصري وكراهية الأجانب ومعاداة السامية والتعصب ؛ يعمل أعضاء اللجنة بصفتهم الشخصية ، ويكونون مستقلين وحياديين في أداء مهامهم. لن يتلقوا أي تعليمات من حكومتهم.
كان أول رئيس للجنة الأوروبية لمناهضة العنصرية والتعصب هو أمين المظالم السويدي المعني بالتمييز فرانك أورتن، الذي شغل هذا المنصب حتى عام 1998. كانت فكرته أن تجري اللجنة دراساتها المعروفة الآن لكل دولة على حدة، بهدف تزويد الدول الأعضاء بمشورة خاصة بكل بلد حول كيفية مكافحة العنصرية والتعصب.
من بين رؤساء ECRI السابقين نيكوس فرانجاكيس، مايكل هيد، إيفا سميث أسموسن ونيلز مويسنيكس.

## أنشطة
الغرض الرئيسي من اللجنة الأوروبية لمناهضة العنصرية والتعصب هو تقديم نقد بناء، يسمى تقرير السياسة العامة (GPR)، للبلدان بشأن إجراءاتها وسلطاتها التشريعية لتحسين رفاهية مجموعات الأقليات المقيمة داخل الأمة. كما تقوم اللجنة الأوروبية لمناهضة العنصرية والتعصب بتقليص تقاريرها بنفسها، وليس الدولة التي يتم فحصها، مما يميزها عن CERD في الأمم المتحدة.